# Dora Friese
Dorothea Friese, geborene Sewald (geboren am 13. Oktober 1883 in Fürth; gestorben am 29. Oktober 1965 in Lemgo) war eine deutsche Dompteuse.

## Leben
Dorothea Sewald war die Tochter von Max Sewald (auch: Seewald) und dessen Frau Katharina, geborene Meyer, welche als Schaustellerfamilie ein Kasperletheater sowie später weitere Attraktionen betrieben. Dorothea hatte vier Brüder.
Vermutlich aufgrund des Tods ihres Vaters 1902 scheiterten ihre ersten Ehepläne; sie heiratete im Folgejahr am 26. März 1903 den wesentlich älteren Menageriebesitzer Emil Friese und stieg in dessen Schausteller-Geschäft ein. Von den erfahrenen Dompteuren Frieses lernte Dora Friese das Handwerk der Tierpflege und -dressur und führte bereits 1903 erstmals einen Raubtierakt (mit bereits dressierten Tieren) vor. Die bisherige Dompteuse Martha Fach wechselte bald zu einem Zirkusbetrieb; der Kollege Schulze blieb noch mehrere Jahre im Betrieb der Frieses, bis er Emils Schwester Camilla Friese heiratete und einen eigenen Schaustellerbetrieb aufmachte.
In den Jahren 1904 und 1907 wurden Dora Frieses Söhne Alexander und Sam im Winterquartier in Lemgo geboren. Sie wurden wie ihr Vater evangelisch getauft und erzogen – Dora selbst war katholisch; eine solche „Mischehe“ war in dieser Zeit noch ungern gesehen.
Die kleine, aber kräftige Dora Friese wurde in diesem Jahrzehnt für ihre Dressurnummern mit Berberlöwen, Tigern, Panthern und Eisbären bekannt und trat in verschiedensten selbst angefertigten Kostümen auf Jahrmärkten, in Varietés und im Zirkus auf. Ein Nebenverdienst waren Tiervorführungen abseits von Dressurakten, zum Teil auch in Schulen. Neben den Raubtieren Doras besaß die Menagerie auch weitere exotische Tiere wie Pythons, Affen und Papageien. Bei einem Arbeitsunfall mit einem Löwen wurde ein Finger von Doras linker Hand verkrüppelt.
1908 und 1910 konnte der Familienbetrieb unter anderem mit einem Kinematographen und einem Traktor als Zug- und Lichtmaschine modernisiert werden und warb für sich als „Frieses größte Löwen- & Tigerdressurschau der Welt“. 1914 gingen die Frieses auf Tournee nach Russland, wo Dora Friese von Zar Nikolaus einen Orden erhielt. Bei Ausbruch des Weltkriegs wurden die Deutschen allerdings interniert. Das Ehepaar Friese konnte sich mit den Tourneeeinnahmen freikaufen; Doras Bruder Dominikus blieb hingegen bis Kriegsende in Haft. Die Schausteller konnten in der Kriegszeit nur wenige Engagements wahrnehmen und schafften sich ein Haus in Lemgo an. Bedeutende Auftritte hatte Dora Friese 1915 in Schweden und 1916 im Tierpark Hagenbeck. Einnahmen aus einem Filmvorführungszelt retteten die Menagerie über die Kriegszeit, da feste Kinogebäude noch eine Seltenheit waren.
In der Weimarer Zeit hatte der eigenständige Schaustellerbetrieb mit Schwierigkeiten zu kämpfen, insbesondere da Zirkusse dazu übergegangen waren, Dressurakte nicht mehr von selbstständigen Menagerien einzukaufen, Zoos ausgebaut wurden und technische Neuerungen nötig wurden. Der weiterhin umherziehende Jahrmarktbetrieb der Frieses umfasste bald zwei weitere Fahrgeschäfte; Dora Frieses Lieblingsattraktion blieb aber der Dressurakt. 1927 starb Emil Friese; Anfang der 1930er Jahre verlor Sohn Alexander seinen Arm durch einen der Löwen; der jüngere Sohn Sam heiratete 1936 und machte sich im Folgejahr selbständig. Zu Beginn des Zweiten Weltkriegs 1939 wurde die Menagerie zum Teil aufgelöst; mehrere Tiere verblieben aber im Haushalt Frieses in Lemgo. Beim Einmarsch der Amerikaner 1945 wurde Friese angeschossen, blieb aber bis ins hohe Alter rüstig und streitbar.